# Wieger Wesselink

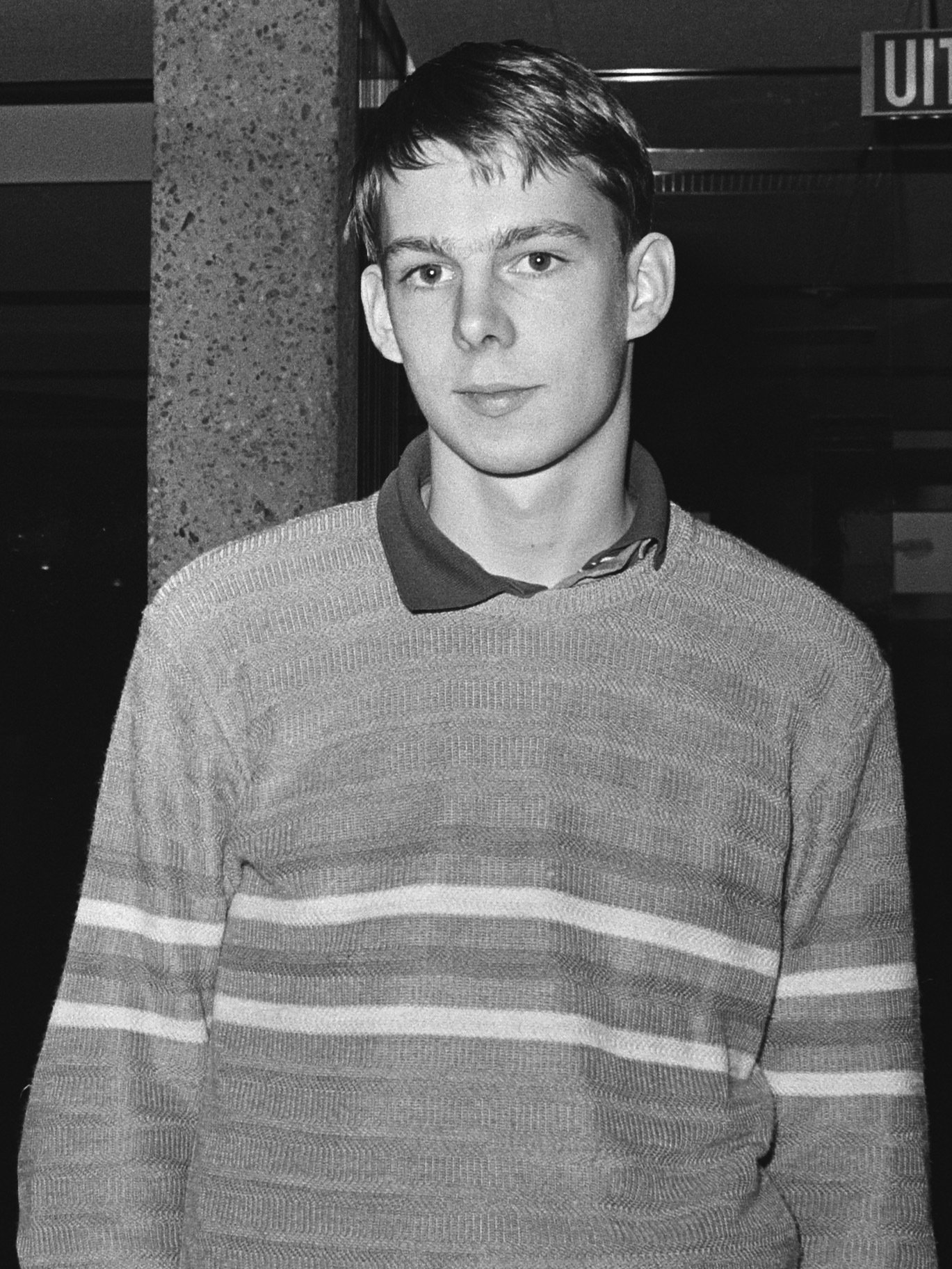
Wieger Wesselink in 1984.

Wieger Wesselink is een Nederlandse dammer die Nederlands kampioen werd in 1993 in Apeldoorn. Aan het eind van het toernooi stond Wesselink gelijk met Rob Clerc met 16 punten. Na het toernooi speelden zij een barrage van 3 partijen. De eerste partij werd door Wesselink gewonnen, de tweede door Clerc en de derde partij eindigde in remise. Omdat Wesselink meer SB had gehaald in het toernooi werd hij tot Nederlands kampioen gekroond. Wesselink werkt aan de Technische Universiteit Eindhoven en is betrokken bij het ontwerpen van damprogramma's. Ook is hij gecertificeerd docent kundalini yoga bij het Studenten Sportcentrum Eindhoven.